# Flätstickning

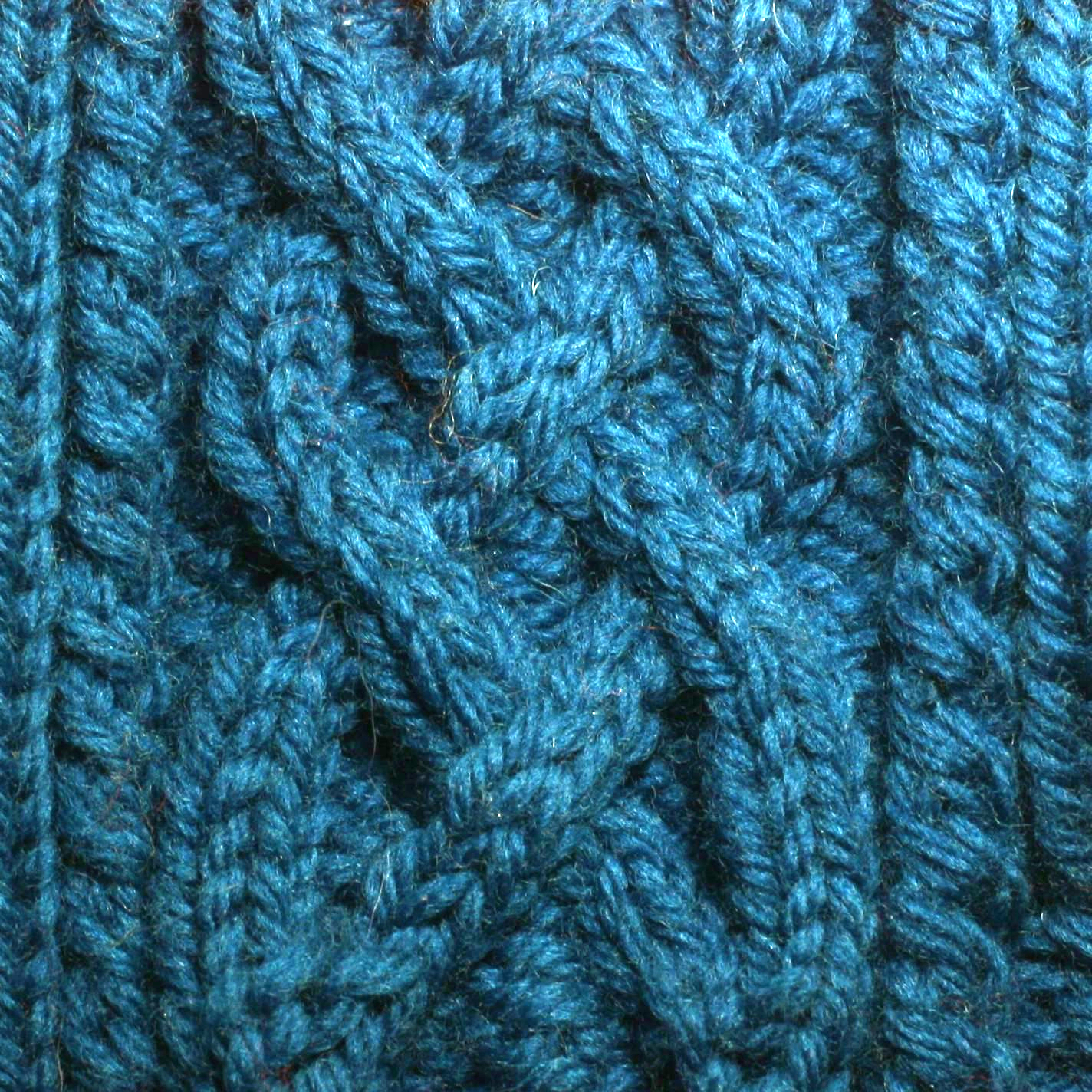
Flätstickning

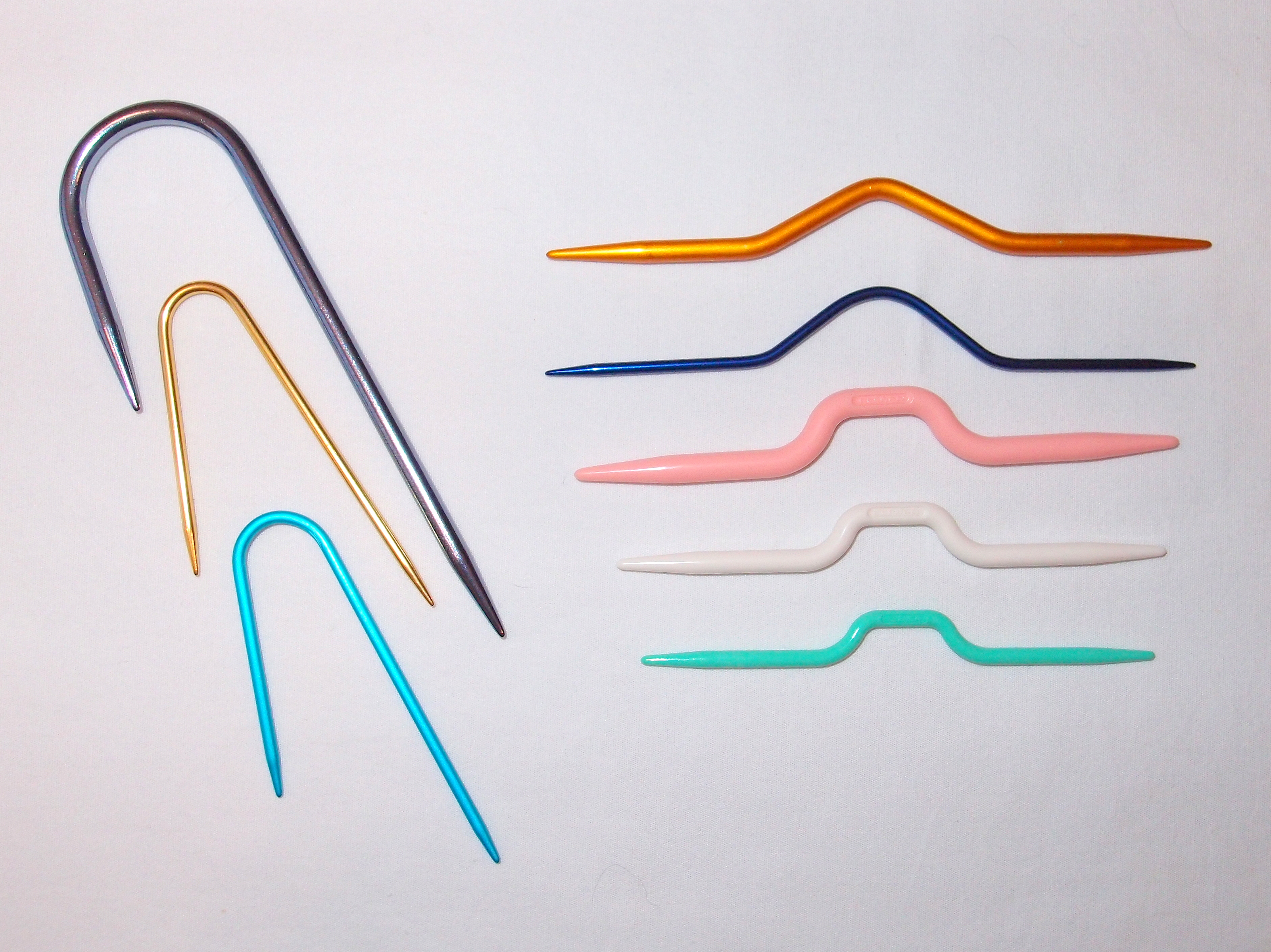
Olika typer av flätstickor

Flätstickning är en stickmetod, där utvalda maskor tas upp på en extrasticka (kallad flätsticka eller hjälpsticka) vilket gör att de stickas i en annan ordning än på den ursprungliga stickan. Resultatet blir ett tydligt längsgående reliefmönster där maskorna har förflyttats över stickningen. De maskor som inte flyttas stickas ofta avigt för att reliefmönstret ska framträda bättre. Metoden, som är användbar både för hand och med maskinstickning, används ofta för stickade tröjor.
Flätstickning kallas ibland för kabelstickning, likt det engelska "cable knitting".